# Liste der Straßen und Plätze im 11. Arrondissement (Paris)
Diese Liste führt alle Straßen und Plätze im 11. Arrondissement von Paris auf.

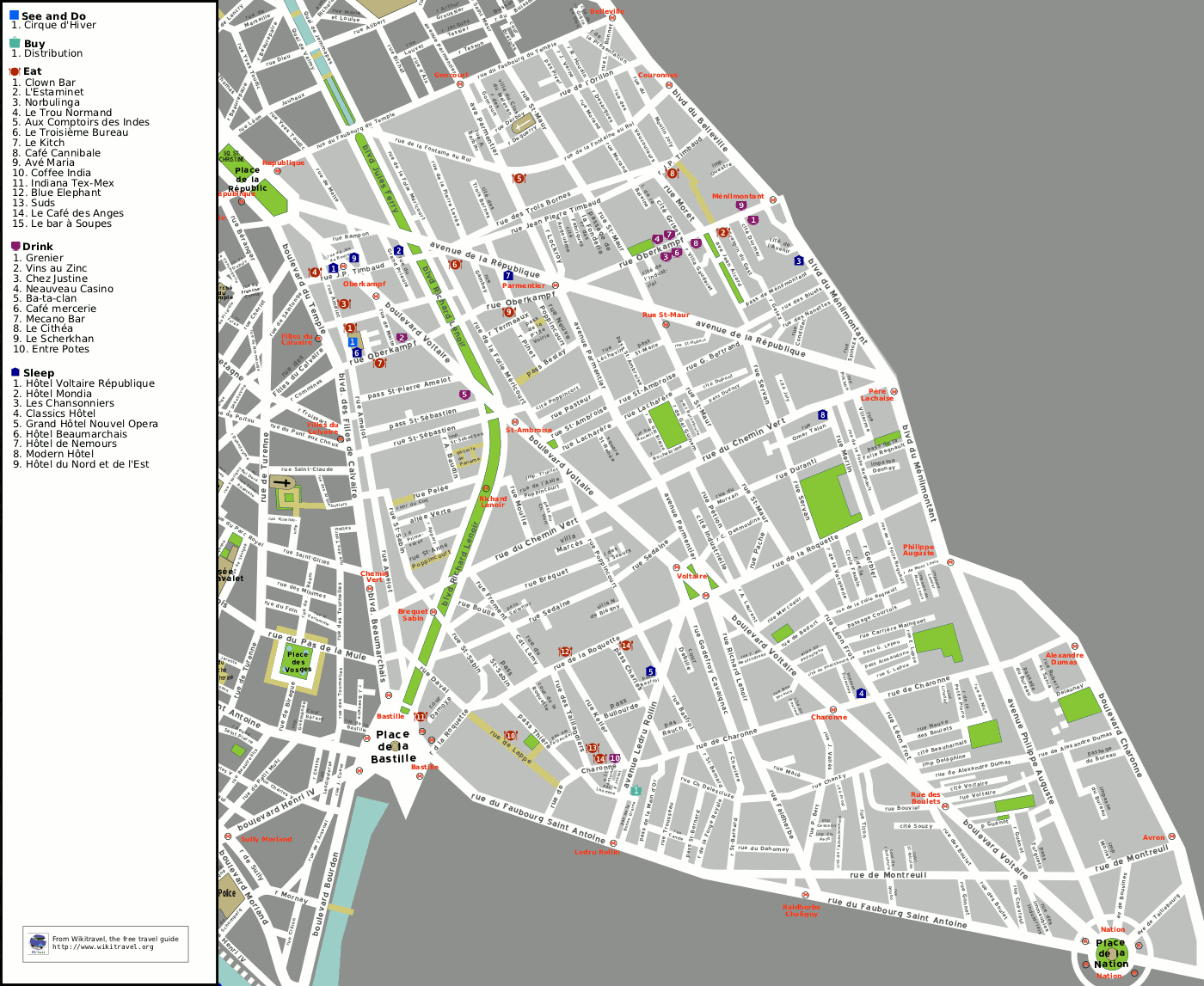
Plan des 10. Arrondissements von Paris

## Liste

### A
- Voie A/11
- Rue Abel-Rabaud
- Rue Alexandre-Dumas
- Passage Alexandrine
- Rue Alphonse-Baudin
- Impasse Amelot
- Rue Amelot
- Cité de l’Ameublement
- Square André-Tollet
- Cité d’Angoulême
- Place des Antilles
- Passage de l’Asile
- Rue de l’Asile-Popincourt
- Rue Auguste-Barbier
- Rue Auguste-Laurent
- Cité de l’Avenir

### B
- Voie B/11
- Impasse de la Baleine
- Passage Basfroi
- Rue Basfroi
- Place de la Bastille
- Cité Beauharnais
- Boulevard Beaumarchais
- Rue de Belfort
- Boulevard de Belleville
- Cité Bertrand
- Passage Beslay
- Rue des Bluets
- Passage de la Bonne-Graine
- Impasse Bon-Secours
- Rue des Boulets
- Rue Boulle
- Rue Bouvier
- Avenue de Bouvines
- Rue de Bouvines
- Rue Bréguet
- Passage Bullourde
- Impasse du Bureau
- Passage du Bureau

### C
- Rue de Candie
- Cour du Cantal
- Impasse Carrière-Mainguet
- Rue Carrière-Mainguet
- Rue Cesselin
- Rue Chanzy
- Passage Charles-Dallery
- Rue Charles-Delescluze
- Rue Charles-Luizet
- Impasse Charles-Petit
- Boulevard de Charonne
- Rue de Charonne
- Rue Charrière
- Passage du Chemin-Vert
- Rue du Chemin-Vert
- Passage du Cheval-Blanc
- Rue du Chevet
- Rue Chevreul
- Villa du Clos-de-Malevart
- Rue Clotilde-de-Vaux
- Rue du Commandant-Lamy
- Rue Condillac
- Cour du Coq
- Passage Courtois
- Cité du Couvent
- Rue Crespin-Du-Gast
- Rue de la Croix-Faubin
- Cité de Crussol
- Rue de Crussol

### D
- Rue du Dahomey
- Cour Damoye
- Rue Darboy
- Impasse Daunay
- Rue Daval
- Cour Debille
- Rue Deguerry
- Impasse Delaunay
- Cour Delépine
- Impasse Delépine
- Rue Desargues
- Rue Dranem
- Passage Dudouy
- Passage Dumas
- Cité Dupont
- Rue Duranti
- Cité Durmar

### E
- Passage des Eaux-Vives
- Rue Édouard-Lockroy
- Rue Émile-Lepeu
- Cour de l’Étoile-D’Or

### F
- Voie F/11
- Cour des Fabriques
- Rue Faidherbe
- Rue du Faubourg du Temple
- Rue du Faubourg Saint-Antoine
- Rue Félix-Voisin
- Boulevard des Filles-du-Calvaire
- Rue de la Folie-Méricourt
- Passage de la Folie-Regnault
- Rue de la Folie-Regnault
- Passage de la Fonderie
- Rue de la Fontaine-au-Roi
- Rue de la Forge-Royale
- Impasse Franchemont
- Rue François-de-Neufchâteau
- Rue Froment

### G
- Voie G/11
- Rue Gaby-Sylvia
- Rue Gambey
- Villa Gaudelet
- Rue du Général-Blaise
- Rue du Général-Guilhem
- Rue du Général-Renault
- Rue Gerbier
- Rue Gobert
- Rue Godefroy-Cavaignac
- Rue des Goncourt
- Rue Gonnet
- Rue du Grand-Prieuré
- Cité Griset
- Passage Guénot
- Rue Guénot
- Passage Guilhem
- Rue Guillaume-Bertrand
- Passage Gustave-Lepeu

### H
- Rue Henri-Ranvier
- Place du Huit Février 1962

### I
- Rue des Immeubles-Industriels
- Cité de l’Industrie
- Cour de l’Industrie
- Cité Industrielle

### J
- Rue Jacquard
- Cour Jacques-Viguès
- Rue Japy
- Impasse des Jardiniers
- Avenue Jean-Aicard
- Rue Jean-Macé
- Rue Jean-Pierre-Timbaud
- Passage du Jeu-de-Boules
- Cité Joly
- Passage Josset
- Impasse Joudrier
- Boulevard Jules-Ferry
- Rue Jules-Vallès
- Rue Jules-Verne

### K
- Rue Keller

### L
- Rue de La Vacquerie
- Rue Lacharrière
- Impasse Lamier
- Rue de Lappe
- Rue Léchevin
- Avenue Ledru-Rollin
- Place Léon-Blum
- Rue Léon-Frot
- Passage Lhomme
- Passage Lisa
- Rue Louis-Bonnet
- Passage Louis-Philippe

### M
- Rue Maillard
- Passage de la Main-d’Or
- Rue de la Main-D’Or
- Cour de la Maison-Brulée
- Rue de Malte
- Rue Marcel-Gromaire
- Square Marcel-Rajman
- Villa Marcès
- Rue du Marché-Popincourt
- Place Marie-José-Nicoli
- Boulevard de Ménilmontant
- Passage de Ménilmontant
- Rue Mercœur
- Rue Merlin
- Place Mireille-Havet
- Impasse de Mont-Louis
- Rue de Mont-Louis
- Rue de Montreuil
- Rue Morand
- Rue Moret
- Impasse Morlet
- Rue du Morvan
- Rue Moufle
- Villa du Moulin-Dagobert
- Rue du Moulin-Joly

### N
- Voie N/11
- Rue des Nanettes
- Place de la Nation
- Rue de Nemours
- Rue Neuve-des-Boulets
- Rue Neuve-Popincourt
- Rue de Nice
- Rue Nicolas-Appert
- Villa Nicolas-de-Blégny
- Cour du Nom-de-Jésus

### O
- Rue Oberkampf
- Rue Omer-Talon
- Rue de l’Orillon
- Cour de l’Ours

### P
- Voie P/11
- Rue Pache
- Cour du Panier-Fleuri
- Cité Parchappe
- Avenue Parmentier
- Place Pasdeloup
- Rue Pasteur
- Rue du Pasteur-Wagner
- Rue Paul-Bert
- Rue Pelée
- Place du Père-Chaillet
- Rue Pétion
- Rue de la Petite-Pierre
- Passage de la Petite-Voirie
- Cité de Phalsbourg
- Avenue Philippe-Auguste
- Passage Philippe-Auguste
- Allée du Philosophe
- Rue de la Pierre-Levée
- Rue Pihet
- Impasse Piver
- Passage Piver
- Rue Plichon
- Cité Popincourt
- Impasse Popincourt
- Rue Popincourt
- Rue de la Présentation
- Passage des Primevères
- Cité Prost

### Q
- Cour Quellard
- Impasse Questre

### R
- Voie R/11
- Rue Rampon
- Passage Rauch
- Rue René-Villermé
- Avenue de la République
- Place de la République
- Boulevard Richard-Lenoir
- Rue Richard-Lenoir
- Rue Robert-et-Sonia-Delaunay
- Rue Robert-Houdin
- Passage Rochebrune
- Rue Rochebrune
- Cité de la Roquette
- Rue de la Roquette
- Rue Roubo

### S
- Passage Saint-Ambroise
- Rue Saint-Ambroise
- Passage Saint-Antoine
- Passage Saint-Bernard
- Rue Saint-Bernard
- Passage Sainte-Anne-Popincourt
- Cour du Saint-Esprit
- Rue Saint-Hubert (Paris)
- Square Saint-Irénée
- Cour Saint-Joseph
- Cour Saint-Louis
- Passage Saint-Maur
- Rue Saint-Maur
- Cour Saint-Nicolas
- Passage Saint-Pierre-Amelot
- Passage Saint-Sabin
- Rue Saint-Sabin
- Impasse Saint-Sébastien
- Passage Saint-Sébastien
- Rue Saint-Sébastien
- Passage Salarnier
- Rue Scarron
- Cour Sedaine
- Rue Sedaine
- Rue Servan
- Square Servan
- Cité Souzy
- Rue Spinoza

### T
- Passage des Taillandiers
- Rue des Taillandiers
- Avenue de Taillebourg
- Boulevard du Temple
- Rue Ternaux
- Passage Thiéré
- Rue Titon
- Cité des Trois-Bornes
- Rue des Trois-Bornes
- Rue des Trois-Couronnes
- Cour des Trois-Frères
- Impasse des Trois-Sœurs
- Avenue du Trône
- Passage du Trône
- Rue Trousseau
- Impasse Truillot
- Rue de Tunis
- Passage Turquetil

### V
- Rue de Vaucouleurs
- Allée Verte
- Passage Viallet
- Rue Victor-Gelez
- Cour Viguès
- Boulevard Voltaire
- Cité Voltaire
- Rue Voltaire